# Gollania sinensis
Gollania sinensis är en bladmossart som beskrevs av Brotherus och Jean Édouard Gabriel Narcisse Paris 1918. Gollania sinensis ingår i släktet Gollania och familjen Hypnaceae. Inga underarter finns listade i Catalogue of Life.